# امرؤ القيس بن عابس بن المنذر
امرؤ القيس بن عابس صحابي وشاعر كندي، وفد على النبي محمد فأسلم ورجع إلى بلاده حضرموت وثبت على إسلامه، فلم يرتد مع من ارتد من كندة، وخرج إلى الشام مجاهدًا وشهد اليرموك وغيرها من الوقائع. وقد شارك في حروب الردة ضد المرتدين، ومات في خلافة عثمان بن عفان. وأورد صاحب «أخبار المراقسة» شعرًا له.

## نسبه
امرؤ القيس بن عابس بن المنذر بن امرئ القيس بن السمط بن امرئ القيس بن عمرو بن معاوية بن الحارث الأكبر بن معاوية بن ثور بن مرتع بن معاوية بن كندة.

## روايته للحديث
روى البغوي ما نصه: «في كتاب البُخَارِيِّ في تسمية من روى عن النبي صلى الله عليه وسلم: امرؤ القيس بن عابس سكن الكوفة». وروى عدي بن عميرة قال: كان بين امرئ القيس ورجل من حضرموت خصومة، فارتفعا إلى النبي ﷺ فقال: للحضرمي بينتك وإلا فيمينه، فقال يا رسول الله إن حلف ذهب بأرضي، فقال من حلف على يمين كاذبة يقتطع بها حق أخيه لقي الله وهو عليه غضبان، فقال امرؤ القيس: يا رسول الله فما لمن تركها وهو يعلم أنه محق، قال: الجنة، قال: فإني أشهدك أني قد تركتها.
وقال سيف بن عمر في كتاب الفتوح: كان امرؤ القيس يوم اليرموك على كردوس. ذكر المَرْزَبَانيُّ أنه كان ممن حضر حصار حصن النجير، فلما أخرج المرتدون ليقتلوا وثب على عمه ليقتله، فقال له عمه: ويحك أتقتلني وأنا عمّك، قال: أنت عمي والله ربي فقتله. قال ابن السكن: كان ممن ثبت على الإسلام، وأنكر على الأشعث ارتداده.